# Sankt Peders Stræde (København)
Sankt Peders Stræde er en gade i Indre By i København. Den forløber mellem Vester Voldgade (ved Jarmers Plads) og Nørregade og passerer undervejs Larsbjørnsstræde/Teglgårdstræde og Larslejsstræde. 
Gaden er opkaldt efter Sankt Petri Kirke, der ligger i Nørregade-enden. I middelalderen var der endvidere et karmeliterkloster i gaden; klosteret blev senere til Valkendorfs Kollegium. Universitetet har gennem adskillige århundreder været en vigtig faktor i gaden.
I nyere tid har flere specialforretninger som tegneseriebutikken Fantask i nr. 18 (og tidligere Laserdisken i nr. 49) været med til at trække folk til gaden.